# Pallavolo ai Giochi della XXXII Olimpiade - Convocazioni al torneo maschile
Elenco dei giocatori convocati per i Giochi della XXXII Olimpiade.

## Argentina
| N° | Nome              | Ruolo | Data di nascita   | Squadra            |
| -- | ----------------- | ----- | ----------------- | ------------------ |
| -  | Marcelo Méndez    | All   | 20 giugno 1964    | Sada               |
| 1  | Matías Sánchez    | P     | 20 settembre 1996 | Tourcoing          |
| 2  | Federico Pereyra  | O     | 19 giugno 1988    | Al-Ahly Bengasi    |
| 6  | Cristian Poglajen | S     | 14 giugno 1989    | Afyon              |
| 7  | Facundo Conte     | S     | 25 agosto 1990    | Sada               |
| 8  | Agustín Loser     | C     | 12 ottobre 1997   | Tourcoing          |
| 9  | Santiago Danani   | L     | 12 dicembre 1995  | Padova             |
| 11 | Sebastián Solé    | C     | 12 giugno 1991    | Sir Safety Perugia |
| 12 | Bruno Lima        | O     | 4 febbraio 1996   | Afyon              |
| 13 | Ezequiel Palacios | S     | 2 ottobre 1992    | Montpellier        |
| 15 | Luciano De Cecco  | P     | 2 giugno 1988     | Lube               |
| 17 | Nicolás Méndez    | S     | 2 novembre 1992   | Montpellier        |
| 18 | Martín Ramos      | C     | 26 agosto 1991    | Narbonne           |

## Brasile
| N° | Nome              | Ruolo | Data di nascita   | Squadra   |
| -- | ----------------- | ----- | ----------------- | --------- |
| -  | Renan Dal Zotto   | All   | 19 luglio 1960    | -         |
| 1  | Bruno de Rezende  | P     | 2 luglio 1986     | Funvic    |
| 5  | Maurício Silva    | S     | 4 febbraio 1989   | Funvic    |
| 6  | Fernando Kreling  | P     | 13 gennaio 1996   | Sada      |
| 8  | Wallace de Souza  | O     | 26 giugno 1987    | Spor Toto |
| 9  | Yoandy Leal       | S     | 31 agosto 1988    | Lube      |
| 12 | Isac Santos       | C     | 3 dicembre 1990   | Sada      |
| 13 | Maurício de Souza | C     | 29 settembre 1988 | Funvic    |
| 14 | Douglas de Souza  | S     | 20 agosto 1995    | Funvic    |
| 16 | Lucas Saatkamp    | C     | 6 marzo 1986      | Funvic    |
| 17 | Thales Hoss       | L     | 26 aprile 1989    | Funvic    |
| 18 | Ricardo Lucarelli | S     | 14 febbraio 1992  | Trentino  |
| 21 | Alan de Souza     | O     | 21 marzo 1994     | Sada      |

## Canada
| N° | Nome                 | Ruolo | Data di nascita   | Squadra            |
| -- | -------------------- | ----- | ----------------- | ------------------ |
| -  | Glenn Hoag           | All   | 6 dicembre 1958   | Arkas              |
| 1  | Tyler Sanders        | P     | 14 dicembre 1991  | -                  |
| 2  | John Perrin          | S     | 17 agosto 1989    | Ural               |
| 3  | Steven Marshall      | S     | 23 novembre 1989  | Chaumont           |
| 4  | Nicholas Hoag        | S     | 19 agosto 1992    | Fenerbahçe         |
| 7  | Stephen Maar         | S     | 6 dicembre 1994   | Powervolley Milano |
| 9  | Jay Blankenau        | P     | 27 settembre 1989 | Arkas              |
| 10 | Ryan Sclater         | O     | 10 febbraio 1994  | Montpellier        |
| 12 | Lucas Van Berkel     | C     | 29 novembre 1991  | Dürener            |
| 13 | Sharone Vernon-Evans | O     | 28 agosto 1998    | Sir Safety Perugia |
| 17 | Graham Vigrass       | C     | 17 giugno 1989    | Fenerbahçe         |
| 19 | Blair Bann           | L     | 26 febbraio 1988  | Dürener            |
| 20 | Arthur Szwarc        | C     | 30 maggio 1995    | Top Volley Latina  |

## Francia
| N° | Nome                  | Ruolo | Data di nascita  | Squadra               |
| -- | --------------------- | ----- | ---------------- | --------------------- |
| -  | Laurent Tillie        | All   | 1º dicembre 1963 | Panasonic Panthers    |
| 1  | Barthélémy Chinenyeze | C     | 28 febbraio 1998 | Callipo               |
| 2  | Jenia Grebennikov     | L     | 13 agosto 1990   | Modena                |
| 4  | Jean Patry            | O     | 27 dicembre 1996 | Powervolley Milano    |
| 6  | Benjamin Toniutti     | P     | 30 ottobre 1989  | ZAKSA                 |
| 7  | Kévin Tillie          | S     | 2 novembre 1990  | Top Volley Latina     |
| 9  | Earvin N'Gapeth       | S     | 12 febbraio 1991 | Zenit-Kazan           |
| 11 | Antoine Brizard       | P     | 22 maggio 1994   | Zenit San Pietroburgo |
| 12 | Stéphen Boyer         | O     | 10 aprile 1996   | Al-Rayyan             |
| 14 | Nicolas Le Goff       | C     | 15 febbraio 1992 | Montpellier           |
| 16 | Daryl Bultor          | C     | 17 novembre 1995 | Tourcoing             |
| 17 | Trévor Clévenot       | S     | 28 giugno 1994   | You Energy            |
| 19 | Yacine Louati         | S     | 4 marzo 1992     | Jastrzębski Węgiel    |

## Giappone
| N° | Nome              | Ruolo | Data di nascita  | Squadra               |
| -- | ----------------- | ----- | ---------------- | --------------------- |
| -  | Yuichi Nakagaichi | All   | 2 novembre 1967  | -                     |
| 1  | Kunihiro Shimizu  | S     | 11 agosto 1986   | Panasonic Panthers    |
| 2  | Taishi Onodera    | C     | 27 febbraio 1996 | JT Thunders Hiroshima |
| 3  | Naonobu Fujii     | P     | 5 gennaio 1992   | Toray Arrows          |
| 6  | Akihiro Yamauchi  | C     | 30 novembre 1993 | Panasonic Panthers    |
| 11 | Yūji Nishida      | O     | 30 gennaio 2000  | JTEKT Stings          |
| 12 | Masahiro Sekita   | P     | 20 novembre 1993 | Sakai Blazers         |
| 14 | Yūki Ishikawa     | S     | 11 dicembre 1995 | Powervolley Milano    |
| 15 | Haku Ri           | C     | 27 dicembre 1990 | Toray Arrows          |
| 17 | Kenta Takanashi   | S     | 25 marzo 1997    | WolfDogs Nagoya       |
| 19 | Tatsunori Ōtsuka  | S     | 5 novembre 2000  | Waseda Daigaku        |
| 20 | Tomohiro Yamamoto | L     | 5 novembre 1994  | Sakai Blazers         |
| 21 | Ran Takahashi     | S     | 2 settembre 2001 | Nippon Taiiku Daigaku |

## Iran
| N° | Nome              | Ruolo | Data di nascita  | Squadra          |
| -- | ----------------- | ----- | ---------------- | ---------------- |
| -  | Vladimir Alekno   | All   | 4 dicembre 1966  | Zenit-Kazan      |
| 2  | Milad Ebadipour   | S     | 17 ottobre 1993  | Skra Bełchatów   |
| 4  | Saeid Marouf      | P     | 20 ottobre 1985  | Beijing          |
| 6  | Mohammad Mousavi  | C     | 22 agosto 1987   | You Energy       |
| 9  | Masoud Gholami    | C     | 9 febbraio 1986  | Urmia            |
| 10 | Amir Ghafour      | O     | 6 giugno 1991    | Bursa BB         |
| 11 | Saber Kazemi      | O     | 24 dicembre 1998 | -                |
| 12 | Morteza Sharifi   | S     | 27 maggio 1999   | Haliliye         |
| 15 | Aliasghar Mojarad | C     | 30 ottobre 1997  | -                |
| 17 | Meisam Salehi     | S     | 17 novembre 1998 | Urmia            |
| 19 | Mehdi Marandi     | L     | 12 maggio 1986   | Sepahan          |
| 21 | Arman Salehi      | L     | 29 ottobre 1992  | Shahrdari Gonbad |
| 24 | Javad Karimi      | P     | 1º marzo 1998    | Maaseik          |

## Italia
| N° | Nome                   | Ruolo | Data di nascita  | Squadra            |
| -- | ---------------------- | ----- | ---------------- | ------------------ |
| -  | Gianlorenzo Blengini   | All   | 29 dicembre 1971 | Lube               |
| 2  | Jiří Kovář             | S     | 10 aprile 1989   | Lube               |
| 4  | Luca Vettori           | O     | 26 aprile 1991   | Modena             |
| 5  | Osmany Juantorena      | S     | 12 agosto 1985   | Lube               |
| 6  | Simone Giannelli       | P     | 9 agosto 1996    | Trentino           |
| 9  | Ivan Zaytsev           | O     | 2 ottobre 1988   | Kuzbass            |
| 11 | Matteo Piano           | C     | 24 ottobre 1990  | Powervolley Milano |
| 13 | Massimo Colaci         | L     | 21 febbraio 1985 | Sir Safety Perugia |
| 14 | Gianluca Galassi       | C     | 24 luglio 1997   | Milano             |
| 15 | Riccardo Sbertoli      | P     | 23 maggio 1998   | Powervolley Milano |
| 17 | Simone Anzani          | C     | 24 febbraio 1992 | Lube               |
| 18 | Alessandro Michieletto | S     | 5 dicembre 2001  | Trentino           |
| 19 | Daniele Lavia          | S     | 4 novembre 1999  | Modena             |

## Polonia
| N° | Nome              | Ruolo | Data di nascita  | Squadra            |
| -- | ----------------- | ----- | ---------------- | ------------------ |
| -  | Vital Heynen      | All   | 12 giugno 1969   | -                  |
| 1  | Piotr Nowakowski  | C     | 18 dicembre 1987 | Projekt Warszawa   |
| 5  | Łukasz Kaczmarek  | O     | 29 giugno 1994   | ZAKSA              |
| 6  | Bartosz Kurek     | O     | 29 agosto 1988   | WolfDogs Nagoya    |
| 9  | Wilfredo León     | S     | 31 luglio 1993   | Sir Safety Perugia |
| 11 | Fabian Drzyzga    | P     | 3 gennaio 1990   | Asseco Resovia     |
| 12 | Grzegorz Łomacz   | P     | 1º ottobre 1987  | Skra Bełchatów     |
| 13 | Michał Kubiak     | S     | 23 febbraio 1988 | Panasonic Panthers |
| 14 | Aleksander Śliwka | S     | 24 maggio 1995   | ZAKSA              |
| 15 | Jakub Kochanowski | C     | 17 luglio 1997   | ZAKSA              |
| 16 | Kamil Semeniuk    | S     | 16 luglio 1996   | ZAKSA              |
| 17 | Paweł Zatorski    | L     | 21 giugno 1990   | ZAKSA              |
| 20 | Mateusz Bieniek   | C     | 5 aprile 1994    | Skra Bełchatów     |

## ROC
| N° | Nome                | Ruolo | Data di nascita  | Squadra               |
| -- | ------------------- | ----- | ---------------- | --------------------- |
| -  | Tuomas Sammelvuo    | All   | 16 febbraio 1976 | Zenit San Pietroburgo |
| 1  | Jaroslav Podlesnych | S     | 3 settembre 1994 | Dinamo Mosca          |
| 4  | Artëm Vol'vič       | C     | 22 gennaio 1990  | Zenit-Kazan           |
| 7  | Dmitrij Volkov      | S     | 25 maggio 1995   | Fakel                 |
| 9  | Ivan Jakovlev       | C     | 17 aprile 1995   | Zenit San Pietroburgo |
| 10 | Denis Bogdan        | P     | 13 ottobre 1996  | Fakel                 |
| 11 | Pavel Pankov        | S     | 14 agosto 1995   | Dinamo Mosca          |
| 15 | Viktor Poletaev     | O     | 27 luglio 1995   | Zenit San Pietroburgo |
| 17 | Maksim Michajlov    | O     | 19 marzo 1988    | Zenit-Kazan           |
| 18 | Egor Kljuka         | S     | 15 giugno 1995   | Zenit San Pietroburgo |
| 20 | Il'jas Kurkaev      | C     | 18 gennaio 1994  | Lokomotiv Novosibirsk |
| 24 | Igor' Kobzar'       | P     | 13 aprile 1991   | Kuzbass               |
| 27 | Valentin Golubev    | L     | 3 maggio 1992    | Zenit-Kazan           |

## Stati Uniti
| N° | Nome               | Ruolo | Data di nascita  | Squadra          |
| -- | ------------------ | ----- | ---------------- | ---------------- |
| -  | John Speraw        | All   | 18 ottobre 1971  | UC Los Angeles   |
| 1  | Matthew Anderson   | O     | 18 aprile 1987   | -                |
| 3  | Taylor Sander      | S     | 17 marzo 1992    | Skra Bełchatów   |
| 5  | Kyle Ensing        | O     | 6 marzo 1997     | Maccabi Tel Aviv |
| 6  | Mitchell Stahl     | C     | 31 agosto 1994   | Maaseik          |
| 7  | Kawika Shoji       | P     | 11 novembre 1987 | Padova           |
| 8  | Torey DeFalco      | S     | 10 aprile 1997   | AZS Olsztyn      |
| 11 | Micah Christenson  | P     | 8 maggio 1993    | Modena           |
| 12 | Maxwell Holt       | C     | 12 marzo 1987    | Milano           |
| 17 | Thomas Jaeschke    | S     | 4 settembre 1993 | NBV              |
| 18 | Garrett Muagututia | S     | 26 febbraio 1988 | Warta Zawiercie  |
| 20 | David Smith        | C     | 15 maggio 1985   | ZAKSA            |
| 22 | Erik Shoji         | L     | 24 agosto 1989   | Fakel            |

## Tunisia
| N° | Nome               | Ruolo | Data di nascita  | Squadra            |
| -- | ------------------ | ----- | ---------------- | ------------------ |
| -  | Antonio Giacobbe   | All   | 12 febbraio 1947 | -                  |
| 2  | Ahmed Kadhi        | C     | 19 aprile 1989   | Espérance de Tunis |
| 3  | Khaled Ben Slimene | P     | 14 dicembre 1994 | Espérance de Tunis |
| 6  | Mohamed Miladi     | S     | 12 maggio 1991   | Espérance de Tunis |
| 7  | Ilyès Karamosli    | S     | 22 agosto 1989   | Sfaxien            |
| 9  | Omar Agrebi        | C     | 26 agosto 1992   | Sfaxien            |
| 10 | Hamza Nagga        | O     | 29 maggio 1990   | Espérance de Tunis |
| 11 | Ismaïl Moalla      | S     | 30 gennaio 1990  | -                  |
| 12 | Mehdi Ben Cheikh   | P     | 13 maggio 1979   | Espérance de Tunis |
| 13 | Salim Mbarki       | C     | 6 marzo 1999     | Espérance de Tunis |
| 15 | Wassim Ben Tara    | O     | 3 agosto 1996    | Stal Nysa          |
| 19 | Aymen Bouguerra    | S     | 1º novembre 2001 | Narbonne           |
| 20 | Saddem Hmissi      | L     | 16 febbraio 1991 | Espérance de Tunis |

## Venezuela
| N° | Nome              | Ruolo | Data di nascita   | Squadra           |
| -- | ----------------- | ----- | ----------------- | ----------------- |
| -  | Ronald Sarti      | All   | 19 ottobre 1971   | -                 |
| 1  | Armando Velásquez | P     | 18 settembre 1988 | Fonte do Bastardo |
| 3  | Fernando González | S     | 30 giugno 1989    | -                 |
| 4  | Héctor Mata       | L     | 27 gennaio 1993   | Steaua Bucarest   |
| 5  | Emerson Rodríguez | O     | 2 febbraio 1993   | Cizre             |
| 6  | Robert Oramas     | C     | 9 giugno 1984     | -                 |
| 7  | Edson Valencia    | C     | 2 dicembre 1987   | Viana             |
| 9  | José Carrasco     | P     | 20 maggio 1989    | Baniyas           |
| 11 | José Verdi        | C     | 6 febbraio 1990   | -                 |
| 14 | Eliécer Canelo    | S     | 30 luglio 1998    | -                 |
| 15 | Luís Arias        | O     | 17 gennaio 1989   | -                 |
| 17 | Ronald Fayola     | S     | 20 giugno 1995    | Al-Wasl           |
| 19 | Willner Rivas     | S     | 2 aprile 1995     | Police            |